# Giudoco Ermanno di Lippe-Biesterfeld
Giudoco Ermanno di Lippe-Biesterfeld (Detmold, 9 febbraio 1625 – Biesterfeld, 6 luglio 1678) fu conte di Lippe, Sternberg and Schwalenberg. È considerato il fondatore del ramo di Lippe-Biesterfeld, come conseguenza della creazione del maniero di Biesterfeld tra il 1654 ed il 1665.
Era figlio del conte Simone VII (1587-1627) nato dal secondo matrimonio con la contessa Maria Maddalena di Waldeck-Wildungen (1606-1671).

## Matrimonio e figli
Giudoco Ermanno sposò il 10 ottobre 1654 la contessa Elisabetta Giuliana di Sayn-Wittgenstein (1634-1689). Ebbero venti figli designati conte/ssa di Lippe-Biesterfeld:
- Simone Giovanni (7 luglio 1655 - 8 maggio 1656)
- Giuliana Elisabetta (15 giugno 1656 - 29 aprile 1709)

sposò il 6 giugno 1678 suo cugino, il conte Cristoforo Cristiano di Leiningen-Westerburg (1656 - 1728)
- Giovanni Augusto (15 ottobre 1657 - 9 settembre 1709)
- Sofia Carlotta (16 settembre 1658 - 25 aprile 1672)
- Simone Cristiano (8 ottobre 1659 - 9 novembre 1660)
- Teodoro Adolfo (22 ottobre 1660 - 9 marzo 1709)
- Maria Cristina (12 febbraio 1662 - 14 giugno 1710)
- figlio maschio nato morto (10 giugno 1663)
- Cristiana Ernestina (17 luglio 1664 - 28 dicembre 1686)
- Anna Augusta (14 settembre 1665 - 24 agosto 1730)
- Giovanni Federico (6 novembre 1666 - 21 febbraio 1712)
- Maddalena Emilia (30 novembre 1667 - 25 giugno 1677)
- Concordia Dorotea (18 dicembre 1668 - 25 giugno 1677)
- Giorgio Luigi (12 gennaio 1670 - 28 luglio 1693)
- Rodolfo Ferdinando (17 marzo 1671 - 12 giugno 1736)

sposò il 22 febbraio 1705, la contessa Giuliana Luisa di Kunowitz
- Guglielmo Cristiano (novembre 1672 - 6 maggio 1674)
- Simone Cristiano (4 marzo 1674 - 23 giugno 1677)
- Elisabetta Carlotta (21 marzo 1675 - 22 agosto 1676)
- Sofia Giuliana (6 dicembre 1676 - 2 giugno 1705)

sposò il 23 ottobre 1694 il conte Enrico Alberto di Sayn-Wittgenstein-Hohenstein (6 dicembre 1658 - 23 novembre 1723)
- Giustina Ermione (20 maggio 1679 - 15 giugno 1704)

## Ascendenza
|                                             |                                      |                                         | Genitori                                |  |  | Nonni |  |  | Bisnonni                      |  |  | Trisnonni                |  |
|                                             |                                      |                                         |                                         |  |  |       |  |  | Bernardo VIII, conte di Lippe |  |  | Simone V, conte di Lippe |  |
|                                             |                                      |                                         |                                         |  |  |       |  |  | Bernardo VIII, conte di Lippe |  |  | Simone V, conte di Lippe |  |
|                                             |                                      | Maddalena di Mansfield-Mittelort        |                                         |  |  |       |  |  | Bernardo VIII, conte di Lippe |  |  |                          |  |
| Simone VI, conte di Lippe                   |                                      |                                         |                                         |  |  |       |  |  | Bernardo VIII, conte di Lippe |  |  |                          |  |
|                                             |                                      | Caterina di Waldeck-Eisenberg           | Filippo III, conte di Waldeck-Eisenberg |  |  |       |  |  |                               |  |  |                          |  |
|                                             |                                      | Caterina di Waldeck-Eisenberg           | Filippo III, conte di Waldeck-Eisenberg |  |  |       |  |  |                               |  |  |                          |  |
|                                             |                                      | Caterina di Waldeck-Eisenberg           | Anna di Kleve                           |  |  |       |  |  |                               |  |  |                          |  |
| Simone VII, conte di Lippe-Detmold          |                                      | Caterina di Waldeck-Eisenberg           |                                         |  |  |       |  |  |                               |  |  |                          |  |
|                                             |                                      | Otto IV, conte di Holstein-Schaumburg   | Jobst I, conte di Holstein-Schauenburg  |  |  |       |  |  |                               |  |  |                          |  |
|                                             |                                      | Otto IV, conte di Holstein-Schaumburg   | Jobst I, conte di Holstein-Schauenburg  |  |  |       |  |  |                               |  |  |                          |  |
|                                             |                                      | Otto IV, conte di Holstein-Schaumburg   | Maria di Nassau-Siegen                  |  |  |       |  |  |                               |  |  |                          |  |
| Elisabetta di Holstein-Schaumburg           |                                      | Otto IV, conte di Holstein-Schaumburg   |                                         |  |  |       |  |  |                               |  |  |                          |  |
|                                             |                                      | Elisabetta Ursula di Brunswick-Lüneburg | Ernesto I, duca di Brunswick-Lüneburg   |  |  |       |  |  |                               |  |  |                          |  |
|                                             |                                      | Elisabetta Ursula di Brunswick-Lüneburg | Ernesto I, duca di Brunswick-Lüneburg   |  |  |       |  |  |                               |  |  |                          |  |
|                                             |                                      | Elisabetta Ursula di Brunswick-Lüneburg | Sofia di Meclemburgo-Schwerin           |  |  |       |  |  |                               |  |  |                          |  |
| Giudoco Ermanno, conte di Lippe-Biesterfeld |                                      | Elisabetta Ursula di Brunswick-Lüneburg |                                         |  |  |       |  |  |                               |  |  |                          |  |
|                                             | Giosia I, conte di Waldeck-Eisenberg | Volrado II, conte di Waldeck-Eisenberg  |                                         |  |  |       |  |  |                               |  |  |                          |  |
|                                             | Giosia I, conte di Waldeck-Eisenberg | Volrado II, conte di Waldeck-Eisenberg  |                                         |  |  |       |  |  |                               |  |  |                          |  |
|                                             | Giosia I, conte di Waldeck-Eisenberg | Anastasia di Schwarzburg-Sondershausen  |                                         |  |  |       |  |  |                               |  |  |                          |  |
| Cristiano, conte di Waldeck-Wildungen       | Giosia I, conte di Waldeck-Eisenberg |                                         |                                         |  |  |       |  |  |                               |  |  |                          |  |
|                                             |                                      | Maria di Barby-Mühlingen                | Alberto X, conte di Barby-Mühlingen     |  |  |       |  |  |                               |  |  |                          |  |
|                                             |                                      | Maria di Barby-Mühlingen                | Alberto X, conte di Barby-Mühlingen     |  |  |       |  |  |                               |  |  |                          |  |
|                                             |                                      | Maria di Barby-Mühlingen                | Maria di Anhalt-Zerbst                  |  |  |       |  |  |                               |  |  |                          |  |
| Maria Maddalena di Waldeck-Wildungen        |                                      | Maria di Barby-Mühlingen                |                                         |  |  |       |  |  |                               |  |  |                          |  |
|                                             |                                      | Giovanni VII, conte di Nassau-Siegen    | Giovanni VI, conte di Nassau-Dillenburg |  |  |       |  |  |                               |  |  |                          |  |
|                                             |                                      | Giovanni VII, conte di Nassau-Siegen    | Giovanni VI, conte di Nassau-Dillenburg |  |  |       |  |  |                               |  |  |                          |  |
|                                             |                                      | Giovanni VII, conte di Nassau-Siegen    | Elisabetta di Leuchtenberg              |  |  |       |  |  |                               |  |  |                          |  |
| Elisabetta di Nassau-Siegen                 |                                      | Giovanni VII, conte di Nassau-Siegen    |                                         |  |  |       |  |  |                               |  |  |                          |  |
|                                             |                                      | Maddalena di Waldeck-Wildungen          | Filippo IV, conte di Waldeck-Wildungen  |  |  |       |  |  |                               |  |  |                          |  |
|                                             |                                      | Maddalena di Waldeck-Wildungen          | Filippo IV, conte di Waldeck-Wildungen  |  |  |       |  |  |                               |  |  |                          |  |
|                                             |                                      | Maddalena di Waldeck-Wildungen          | Giuditta di Isenburg-Neumagen           |  |  |       |  |  |                               |  |  |                          |  |
|                                             |                                      | Maddalena di Waldeck-Wildungen          |                                         |  |  |       |  |  |                               |  |  |                          |  |

| Controllo di autorità | VIAF (EN) 81020727 · ISNI (EN) 0000 0000 5734 3857 · CERL cnp01157512 · GND (DE) 136723845 |